# Ratolí marsupial de Macdonnell
El ratolí marsupial de Macdonnell (Pseudantechinus macdonnellensis) és una espècie de mamífer marsupial de l'ordre dels dasiüromorfs. És originari del sud i el centre d'Austràlia.

## Descripció
El ratolí marsupial de Macdonnell mesura 9,5-10 cm de llarg, amb una cua de 7,5-85, cm i pesa 20-45 grams. Té una cua en forma de pastanaga, que emmagatzema greix com a reserva d'aliment. El seu pelatge és d'un marró grisós. Té ventrades de sis cries, que neixen entre juliol i setembre (una mica més tard a l'oest del seu àmbit de distribució). És una espècie nocturna i insectívora.